# 麥西穆斯 (漫威漫畫)
麥西穆斯，本名麥西穆斯·伯特剛（Maximus Boltagon），是一名在漫威漫畫中出現的虛構超級反派，由作家史丹·李和藝術家傑克·科比所創作。麥西穆斯首次於《驚奇4超人》#47中登場。

## 人物
麥西穆斯·伯特剛（Maximus Boltagon）是異人族的國王黑蝠王的弟弟，異人族的皇室成員之一，接觸到泰瑞根之霧後獲得心靈感應和心靈控制等能力。麥西穆斯因為一直希望奪取亞提蘭的政權而發動多次政變，而且認為異人族是比人類更高等的存在。

## 其他媒體

### 電視
- 《驚奇4超人（英语：Fantastic Four (comic book)）》：由馬克·漢米爾配音。
- 《浩克與狂砸特工隊（英语：Hulk and the Agents of S.M.A.S.H.）》：由諾蘭·諾夫（英语：Nolan North）配音。
- 《終極蜘蛛俠》：由諾蘭·諾夫配音。
- 《星際異攻隊（英语：Guardians of the Galaxy (TV series)）》：由狄爾里奇·巴德配音。
- 《復仇者聯盟：正義出擊（英语：Avengers Assemble (TV series)）》：由狄爾里奇·巴德配音。
- 《異人族》：真人電視劇，由伊萬·瑞恩飾演[1]。

### 遊戲
- 《漫威：未來之戰》：手機遊戲，麥西穆斯是玩家可使用角色之一。

## 外部連結
- Marvel Comics Database: Maximus （页面存档备份，存于）